# Noli me tangere (obraz Correggia)
Noli me tangere (łac. Nie zatrzymuj mnie!) − obraz włoskiego malarza epoki renesansu Antonio Allegri da Correggio, przedstawiający scenę spotkania Chrystusa po zmartwychwstaniu ze św. Marią Magdaleną.
Obraz wielkości 130 na 103 cm znajduje się w muzeum Prado w Madrycie.

## Historia
Dzieło znajdowało się w rzymskiej kolekcji kard. Pietro Aldobrandiniego, następnie w kolekcji kard. Ludovico Ludovisiego. W XVII w. trafiło na dwór królewski Filipa IV Habsburga w Madrycie.

## Opis
Artysta przedstawił ukazanie się Zbawiciela Marii Magdalenie w ogrodzie. Magdalena klęczy, Chrystus pokazuje, jakoby miał iść dalej, jak to jest opisane w Nowym Testamencie. W tle świta dzień, maluje się blask wschodzącego słońca: poranek dnia zmartwychwstania.